# Апидия
Апидия (на гръцки: Απιδιές, Апидиес) е бивше село в Егейска Македония, днес на територията на дем Висалтия, област Централна Македония, Република Гърция.

## География
Селото е било разположено на десния бряг на Струма, южно от Мерджан (Лигария).

## История
През XIX век и началото на XX век Апидия е село, числящо се към Сярската каза, Нигритска нахия на Османската империя.
Александър Синве ("Les Grecs de l’Empire Ottoman. Etude Statistique et Ethnographique"), който се основава на гръцки данни, в 1878 година пише, че в Апидики (Apidiki) живеят 120 гърци. В „Етнография на вилаетите Адрианопол, Монастир и Салоника“, издадена в Константинопол в 1878 година и отразяваща статистиката на населението от 1873 година, Апидия (Apidia) е посочено като село с 21 домакинства и 14 жители мюсюлмани и 38 жители цигани и черкези.
В 1889 година Стефан Веркович пише:
| „ | Апидя: чифлик, 1 църква, жителите са гърци; отстои на 2 часа от Нигрита. | “ |

В 1891 година Георги Стрезов пише за селото:
| „ | Апидия, село 4 ч. на ЮЗ от Сяр. Тук си има чифлик х. Ахмет ага. Почва доста плодородна. Гръцка църква. 50 къщи гърци и 9 цигански. | “ |

Според Васил Кънчов („Македония. Етнография и статистика“) в началото на XX век Апидия има 400 жители, от които 350 гърци християни и 50 цигани.
По данни на секретаря на Българската екзархия Димитър Мишев („La Macédoine et sa Population Chrétienne“) в 1905 година в селото (Apida Tcherkez) живеят 75 гърци и 180 цигани.
Селото е завзето по време на Балканската война от части на българската армия, но след Междусъюзническата война в 1913 година остава в Гърция.